# Banatska
La rue Banatska (en serbe cyrillique : Банатска) est située à Belgrade, la capitale de la Serbie, dans la municipalité de Zemun et dans le quartier de Gornji Grad.
Son nom évoque la région du Banat historique.

## Parcours
La rue Banatska naît au croisement des rues Ugrinovačka et Bačka (dont elle constitue le prolongement). Elle s'oriente vers le nord, croise les rues Somborska (à gauche), Vršačka, Vojvođanska et Skopljanska (à droite) et se termine à la hauteur de la rue Cara Dušana.

## Institut
L'Institut pour l'application de l'énergie nucléaire (en serbe : Institut za primenu nuklearne energije ; en abrégé : INEP) est situé au n° 31 de la rue ; créé en 1959, cet institut pluridisciplinaire, effectue des recherches scientifiques dans les domaines de la biologie, de la chimie, de la médecine et de la physique.

## Transports
La rue est desservie par la ligne de bus 612 (Novi Beograd Pohorska – Kvantaška pijaca – Nova Galenika) de la société GSP Beograd.